# Алма (Техас)
Алма (англ. Alma) — місто (англ. town) в США, в окрузі Елліс штату Техас. Населення — 373 особи (2020).

## Географія
Алма розташована за координатами 32°16′34″ пн. ш. 96°32′35″ зх. д. / 32.27611° пн. ш. 96.54306° зх. д. (32.276227, -96.543183).  За даними Бюро перепису населення США в 2010 році місто мало площу 14,14 км², з яких 14,10 км² — суходіл та 0,04 км² — водойми. В 2017 році площа становила 13,25 км², з яких 13,20 км² — суходіл та 0,04 км² — водойми.

## Демографія
Згідно з переписом 2010 року, у місті мешкала 331 особа в 112 домогосподарствах у складі 88 родин. Густота населення становила 23 особи/км².  Було 127 помешкань (9/км²).
Расовий склад населення:
| - 83,1 % — білих - 15,7 % — осіб інших рас |

До двох чи більше рас належало 1,2 %. Частка іспаномовних становила 22,7 % від усіх жителів.
За віковим діапазоном населення розподілялося таким чином: 28,4 % — особи молодші 18 років, 59,8 % — особи у віці 18—64 років, 11,8 % — особи у віці 65 років та старші. Медіана віку мешканця становила 37,4 року. На 100 осіб жіночої статі у місті припадало 114,9 чоловіків;  на 100 жінок у віці від 18 років та старших — 107,9 чоловіків також старших 18 років.
Середній дохід на одне домашнє господарство  становив 66 570 доларів США (медіана — 51 776), а середній дохід на одну сім'ю — 72 977 доларів (медіана — 61 563). За межею бідності перебувало 5,8 % осіб, у тому числі 14,9 % дітей у віці до 18 років та 3,0 % осіб у віці 65 років та старших.
Цивільне працевлаштоване населення становило 242 особи. Основні галузі зайнятості: виробництво — 21,9 %, освіта, охорона здоров'я та соціальна допомога — 15,7 %, мистецтво, розваги та відпочинок — 15,3 %.